# Willem Wilminkplein
Het Willem Wilminkplein is een plein in het centrum van Enschede. Het plein is vernoemd naar Willem Wilmink, de bekende dichter en schrijver die in Enschede geboren is.
Het plein ligt in het noorden van het centrum, naast het Nationaal Muziekkwartier en maakt onderdeel uit van het grootschalige project Centrumkwadraat. Aan het plein staan het Wilminktheater en Muziekcentrum Enschede, een hotel, kantoren, horeca en appartementen. Ook is poppodium Metropool aan dit plein te vinden. Onder het plein bevindt zich een grote parkeergarage bedoeld voor hotelgasten en de bewoners van de appartementencomplexen. Daarnaast is er onder het plein ook een 24-uurs bewaakte openbare fietsenstalling te vinden.

## Afbeeldingen

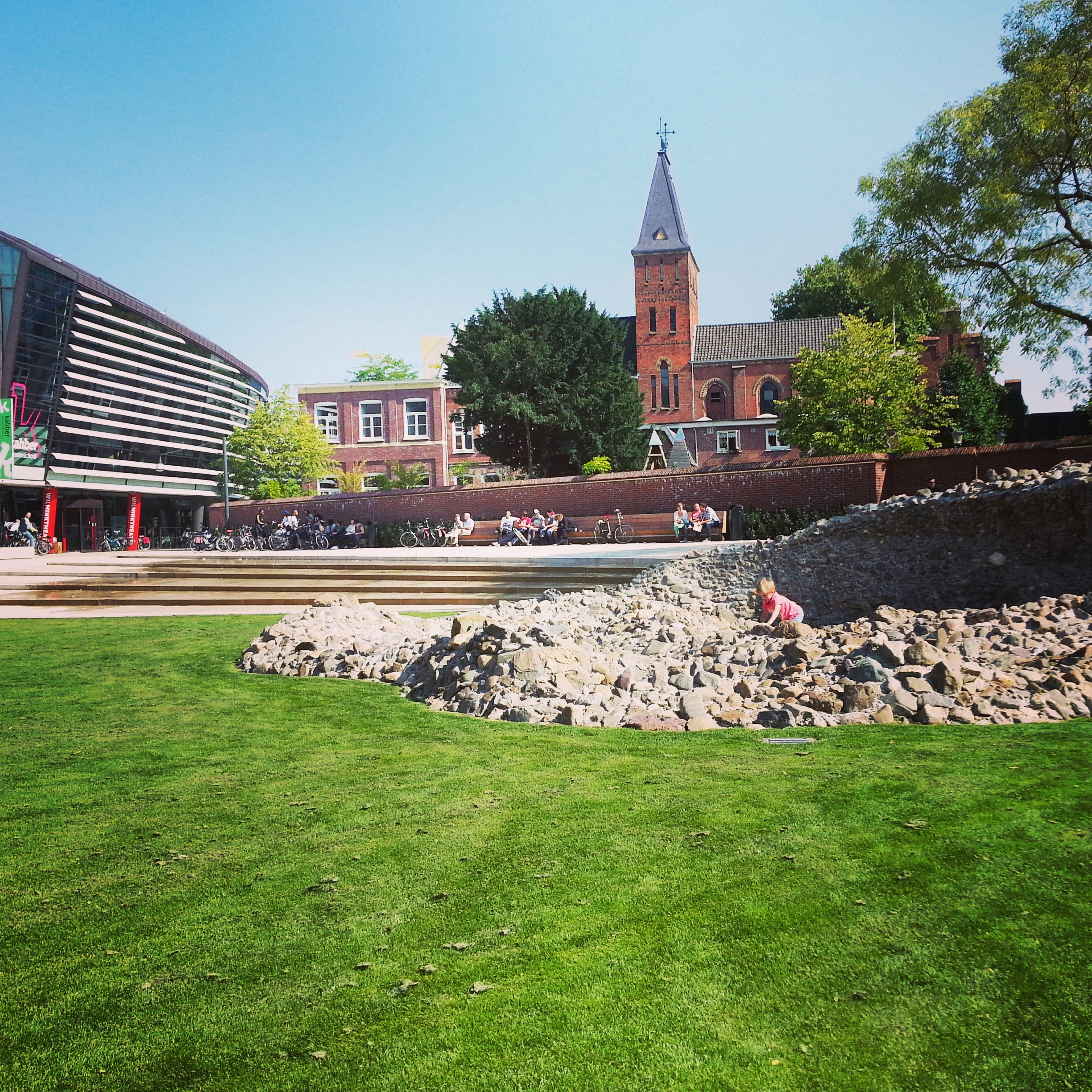
Willem Wilminkplein